# Великденче (област Търговище)
 За другото българско село вижте Великденче (Област Кърджали).  
Великденче е село в Североизточна България. То се намира в община Омуртаг, област Търговище.

## География
Село Великденче се намира в планински район.